# Cesana
Cesana és un municipi italià, situat a la ciutat metropolitana de Torí, a la regió del Piemont. L'any 2007 tenia 1.055 habitants. Està situat a la Vall de Susa, una de les Valls Occitanes. Forma part de la Comunitat Muntanyenca Alta Vall de Susa. Limita amb els municipis de Abriès (Alts Alps), Cervières (Alts Alps), Claviere, Montgenèvre (Alts Alps), Névache (Alts Alps), Oulx, Sauze di Cesana i Sestriere.

## Fills il·lustres
- Cristobal Babbi (1748-1814) compositor musical

## Administració
| Període | Identitat     | Partit        |
| ------- | ------------- | ------------- |
| 2004-   | Roberto Serra | Llista cívica |